# صالح أبو دياك
صالح أبو دياك (1942-) هو مؤرخ فلسطيني، ولد في بلدة سيلة الظهر في جنين. تلقى تعليمه الإبتدائي والإعدادي والثانوية في مدرسة بلدته، وانتقل لدراسة التاريخ في كلية الاداب في جامعة الجزائر، حيث حصل على درجة البكالوريوس عام 1969، وحصل على درجة الماجستير من جامعة الإسكندرية عام 1978، في التاريخ الإسلامي، وكانت رسالته بعنوان: "نظم الحكم والإدارة في دولة بني حرين(بني عبد الحق) في المغرب"، ودرجة الدكتوراه من الجامعة نفسها عام 1982، في التاريخ الإسلامي وكان عنوان أطروحته "دولة بني وطاس ودورها السياسي والحضاري في المغرب".

## حياته العملية
- عمل صالح بالتدريس بجامعة باتنة الجزائر في الفترة الواقعة بين (1978ـ1983).
- عمل أستاذاً مشاركاً في جامعة اليرموك في اربد (الأردن) في الفترة ما بين (1987ـ1989).
- عمل معار لجامعة الملك سعود (فرع أبها) بين عامي (1989ـ1993).
- عمل معار للجامعة الأردنية في كلية العلوم الإنسانية، قسم التاريخ.
- عمل في جامعة اليرموك بين عامي (2002ـ 2006).

## اللجان
- الدولية: المشاركة في مؤتمر ندوة الحضارة الإسالمية التي عقدت بجامعة الإسكندرية تحت عنوان بحوث الحضارة الإسلامية (النظام السياسي عند الحفصيين)، ونشر المقال مع مقالات أخرى في كتاب بعنوان "بحوث في تاريخ الحضارة الإسلامية"، مؤسسة شباب الإسكندرية عام 1983.

- حضور مؤتمر تعريب المكونين، المنعقد بجامعة قسطنطينية الجزائرفي آذار 1983.
- حضور مؤتمر العلاقات العربية التركية، المنعقد بمكتب ارتباط جامعة اليرموك في نيسان 1985، وعضو في اتحاد المؤرخين العرب في بغداد.
- الوطنية: قراءات جديدة في خطبة طارق وحرق السفن(مجلة اليرموك) عدد 23 سنة 1985، والعدد 15 سنة 1986.

- المشاركة في حلقة تلفزيونية مع(ANN) العالمية بعنوان نحن والتاريخ.
- التاريخ سجل إنساني لأحداث الإنسانية وأعمالها تاريخ المغرب لا بد من البحث فيه؛ لأنه يمثل الشق الغربي للامة، جريدة الرياض سنة 56، نوفمبر عام 1990.
- فتح الأندلس .....دروس وعرب جريدة الرأي، جمادى الثاني عام 1985.
- وثيقتان مهمتان عن دور المجاهد احمد باي في الدفاع عن الجزائر، مجلة جامعة اليرموك عام(1830ـ1837).

## لجان الكلية والدائرة
- مرشد الدراسات الخاصة في قسم العلوم الإنسانية (1983-1984).
- ممثل قسم التاريخ في مجلس كلية الاداب والعلوم الإنسانية 1985.
- عضو في لجنة الإرشاد والتوجيه في مجلس الكلية 1985.
- منسق ومدرس مساقي التاريخ الإسلامي الحضارة الإسلامية لقسم التاريخ.
- منسق ومدرس تاريخ المغرب والأندلس لقسم التاريخ .
- رئيس اللجنة الثقافية في الكلية (1995ـ1996).
- رئيس خطة البكالوريوس في قسم التاريخ (1995-1996).
- رئيس لجنة الإتفاقات الثقافية في الكلية (1995ـ1996).
- عضو في لجنة الدراسات العليا في قسم التاريخ (1996ـ1997).
- عضو في لجنة خطة البكالوريوس في قسم التاريخ (1996 ـ1997).
- رئيس قسم التاريخ في كلية الاداب في جامعة اليرموك للعام الدراسي (1996-1997).

## كتبه
1. دراسات في التاريخ الإسلامي، الحضارة الإسلامية ومؤسساتها في عمان.[2]
2. معامل في التاريخ الإسلامي(منذ عهد النبوة إلى العهد الأموي) في عمان.[3]
3. الوجبز في تاريخ المغرب والأندلس من الفتح إلى بداية عصر المرابطين وملوك الطوائف، دراسة سياسية وحضارية في بيروت.[4][5]

## أبحاثه في المجلات المحكمة
- النظام المالي عند الحفصيين، مجلة الدراسات التاريخية، جامعة دمشق عام 1986.[6][7][8]
- المواكب السلطانية ورسوم الأعلام في الدولة الحفصية، مجلة الدارة في الرياض عام 1986.[9]
- خطة القضاء والفتيا والمظالم والحسبة أيام الحفصية، مجلة كلية الاداب، جامعة الرياض عمادة شؤون المكتبات بجامعة الملك سعود عام(1407-1987).
- تعريب المغرب إبان الفتوحات الإسلامية إلى نهاية بني الأغلب، مجلة المؤرخ العربي في بغداد عام 1986.
- العلاقات الثقافية بين المغرب والأندلس مجلة المؤرخ العربي في بغداد 1987.
- البنية المسلمين إبان سقوط غرناطة وتأثيرها على الزي المغربي، المجلة العربية للعلوم الإنسانية في جامعة الكويت عام 1987.
- نظام الإدارة في المغرب والأندلس أيام المرابطين، مجلة المؤرخ العربي في بغداد عام 1988.
- السياسة المالية للدولة الأموية في الشرق والغرب، مجلة بحوث جامعة حلب عام 1990.
- مواطن قبائل المصادرة في المغرب الأقصى ونيتهم الإجتماعية وآراؤهم المذهبية، أبحاث اليرموك سلسلة العلوم الإجتماعية والإنسانية عام 1990.
- مدينة بجايه ودورها الحضاري في المغرب، منذ القرن الرابع إلى القرن الثامن للهجرة، أبحاث جامعة اليرموك عام 1990.
- المظاهر السياسية والحضارية للدولة الرسمية في المغرب، دراسات تاريخية في جامعة دمشق عام 1996.[10][11]
- الدولة الإدريسية الهاشمية ودورها السياسي والحضاري في المغرب في عهد الإمامين إدريس الأول وإدريس الثاين، جامعة مؤتة عام 1996.
- الطوارق(سلالاتهم تنظيماتهم، عاداتهم، أنماط معيشتهم)، أبحاث اليرموك عام 1996.[12]
- مدينة تلمسان ودورها الحضاري في المغرب منذ القرن السادس إلى نهاية القرن السابع الهجري، جامعة مؤتة للبحوث والدراسات عام 1997.[13]
- الزراعة والتصنيع الزراعي في المغرب منذ القرن الرابع إلى نهاية القرن السادس الهجري، جامعة مؤتة للبحوث والدراسات عام 1998.[14]
- مدينة عنابه ودورها السياسي والحضاري منذ العهد الحمادي إلى نهاية العهد الحفصي في المغرب، دراسات تاريخية في دمشق عام 1999.
- الجيش في الأندلس زمن الأمارة والخلافات الأموية الثانية، دراسات تاريخية في جامعة دمشق عام 2002.
- من الأبحاث المعدة للنشر: التعليم في المغرب منذ القرن الرابع إلى القرن الثامن للهجرة، دراسات تاريخية في جامعة دمشق.

## مناقشات رسائله
1. مناقشة رسالة دكتوراه بعنوان: الفقهاء وثورة أهل الربض في الأندلس عام(796-821)، وقسم التاريخ عام 1990.
2. مناقشة رسالة دكتوراه بعنوان: كرستوفر كولومبسوس، الجامعة الأردنية قسم التاريخ 1999.
3. مناقشة رسائل الماجستير:
  - التاريخ السياسي لمدينة طليطلة في ظل الحكم الإسلامي، الجامعة الأردنية قسم التاريخ عام 1998.
  - استغاثات الأندلسيين بالعالم العربي بعد سقوط طليطلة، الجامعة الأردنية قسم التاريخ الأردنية عام 1085، وقسم التاريخ 1997.
  - المذهب المالكي واثره في الحياة الأندلسية، الجامعة الأردنية قسم التاريخ 1988.
  - نابلس في العصر المملوكي، جامعة اليرموك عام(648-923هجري).
  - خلافة مروان بن الحكم عام(638ـ684)، جامعة اليرموك قسم التاريخ عام 1995.
  - حرف وصناعات بلاد الشام في العصر المملوكي، جامعة اليرموك قسم التاريخ عام 1995.
  - الملك الناصر داوود المعظم عيسى، جامعة اليرموك قسم التاريخ عام 1995.
  - مدينة الخليل في العصر المملوكي، قسم التاريخ 1996.
  - خلافة سليمان بن عبد الملك عام(715-717)، قسم التاريخ 1996.
  - مناهل الدرر ومنابت الزهر لأبى الوليد إسماعيل الاشبيلي تحقيق مخطوط، قسم التاريخ 1997.
  - الحياة السياسية في دولة بني الأحمر، جامعة الأردن قسم التاريخ عام(1232-1492).
  - المرأة في العصر العباسي(1055-1258)، جامعة اليرموك قسم التاريخ عام 2004.
  - الأهمية الإقتصادية والزراعية جنوب بلاد الشام في العصر العباسي الأول والثاني.